# Efekt Cottona
Efekt Cottona – charakterystyczne zmiany w dyspersji skręcalności optycznej lub dichroizmu kołowego w pobliżu pasma absorpcji substancji, które w pewnych warunkach pozwalają otrzymać światło spolaryzowane eliptycznie. Polaryzacja eliptyczna jest ogólniejszym przypadkiem polaryzacji kołowej.
Zjawisko to zostało odkryte w 1895 roku przez francuskiego fizyka Aimé Cottona. Badając aktywność optyczną roztworów winianu potasowo-chromowego, Cotton stwierdził nienormalną skręcalność w zakresie barwności tego związku. W pobliżu pasma absorpcji wzrastała ona do maksimum, następnie spadała do zera w zakresie pasma a wreszcie wzrastała do nowego maksimum w kierunku przeciwnym. Stwierdził również, że substancje optycznie czynne pochaniają światło spolaryzowane kołowo w prawo i spolaryzowane kołowo w lewo w niejednakowym stopniu. Jest to tzw. efekt Cottona. 
W rezultacie światło spolaryzowane płasko (złożone według Fresnela z dwóch wiązek spolaryzowanych kołowo w lewo i w prawo) zmienia się podczas przechodzenia przez substancję barwną na światło spolaryzowanego eliptycznie. Zjawisko to nazwano dichroizmem kołowym. 
W. Natanson znalazł drogą matematyczną regułę określającą znak skręcalności: po długofalowej stronie pasma absorpcji znak skręcalności eliptycznej jest taki sam jak znak skręcalności zwykłej, podczas gdy po krótkofalowej stronie pasma absorpcji znaki te są różne.